# Herce
Herce è un comune spagnolo di 398 abitanti situato nella comunità autonoma di La Rioja.